# Neudrossenfeld
Neudrossenfeld este o comună din districtul Kulmbach, regiunea administrativă Franconia Superioară, landul Bavaria, Germania.

## Galerie de imagini

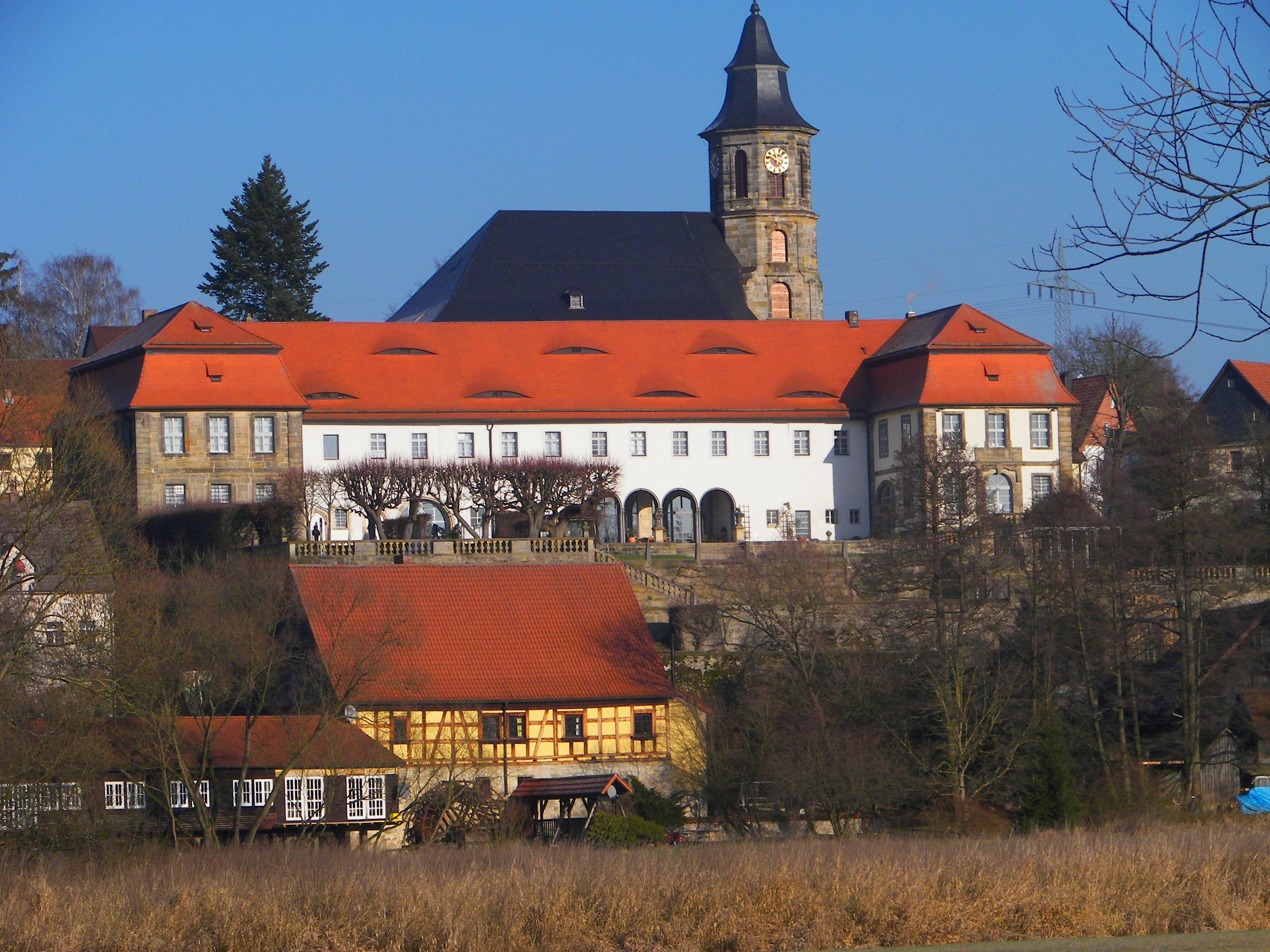
Neudrossenfeld (biserica, castelul şi moara)
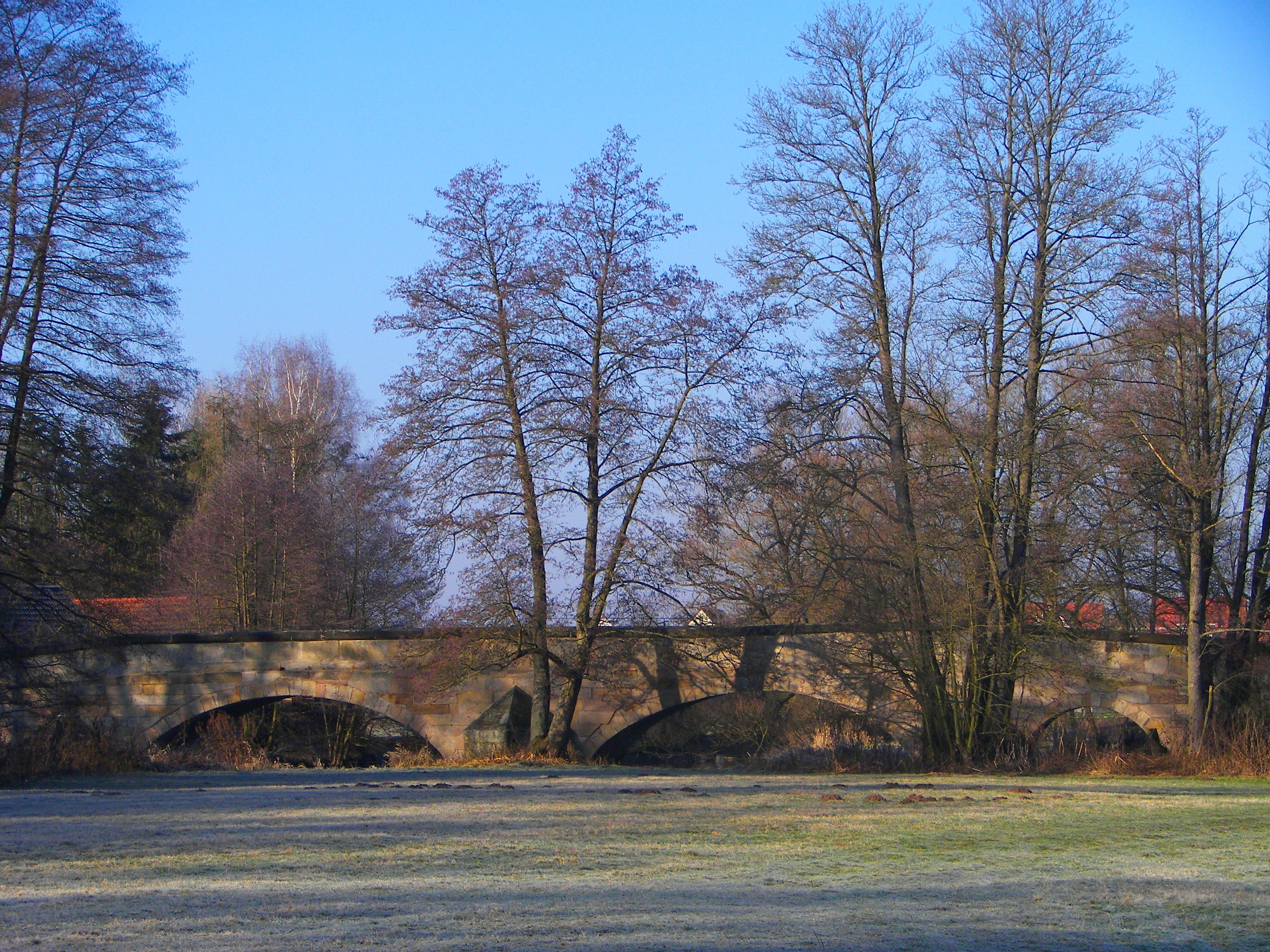
Neudrossenfeld (vechiul pod peste râul Roter Main)